# Monumentalmalereien auf Leder im Schloss Moritzburg
Die Monumentalmalereien auf Leder befinden sich im Monströsensaal und im Billardsaal des Schlosses Moritzburg bei Dresden und wurden maßgeblich von Louis de Silvestre, aber auch von weiteren Künstlern geschaffen.

## Beschreibung

### Entstehungszeit
Die Entstehungszeit ist nicht genau bekannt: Roger-Armand Weigert datiert die Entstehungszeit auf das Jahr 1725, Fritz Löffler hingegen auf 1728. Walter Bachmann legt die Entstehungszeit in das Jahr 1731, während Dehio die Arbeiten schließlich auf 1730 datiert.

### Themen
Es handelt sich um zwei völlig verschiedene Themen: Szenen aus der Geschichte der Diana im Monströsensaal und Genreszenen aus dem höfischen Leben im Billardsaal. Dabei wurde der Darstellung Diana entdeckt den Fehltritt der Kallisto eine Komposition von Tizian zugrunde gelegt. Ovid beschreibt das Thema in seinen Metamorphosen eingehend.

### Künstlerische Herkunft
Die künstlerische Herkunft der Malereien ist in der Kunstgeschichte umstritten, so ist die Herkunft „schon seit langer Zeit Gegenstand einer fachlichen Diskussion gewesen“.
Im 18. Jahrhundert gibt es keine eindeutige Namensnennung. So fehlt bei Karl Wilhelm Daßdorfs Beschreibung Dresdens (1782) jegliche Künstlerbeschreibung. Daßdorf nennt lediglich „einige[…] gute[…] Meister[]“:

„Diesen nennt man den Audienzsaal, auf dessen Tapeten verschiedene mythologische und historische Vorstellungen, aus dem Ovid und Virgil, von einigen guten Meistern gemalt sind.“

Gleichzeitig mit Daßdorfs Beschreibung Dresdens erschien die Beschreibung des Berliner Grafikers und Illustrators Daniel Chodowiecki in seinem Reisejournal vom Jahre 1789, in dem er eine „interessante Wertung“ einer „noch näher beschäftigenden Darstellung von Diana und Kallisto“ abgibt. Gleichzeitig begeht Chodowiecki nach Marx einige Fehler. So „wirft [Chodowiecki] die unterschiedlichen Themenkreise der beiden Säle [Monströsensaal und Billardsaal] zusammen und spricht nur von einem Saal, in welchem höfische Szenen und mythologische Bilder gleichermaßen dargestellt wären“:

„ein Saal ist ganz mit verguldetem Leder aufgeschlagen und auf demselben mit öhlfarbe allerley Figuren und Gruppen, u. a. Diana mit ihren Nympfen sitzend, alles schlecht und ohne Geschmack gezeichnet und gemahlt, soll aber hin und wieder Beziehung auf damalige Hoffgeschichten haben“

Im Inventar der sächsischen Bau- und Kunstdenkmäler des frühen 20. Jahrhunderts wird der Monströsensaal und der Billardsaal beschrieben, dabei fehlt wieder die künstlerische Herkunft:

„Über den Türen barocke gemalte Aufsätze, die Wandflächen geschmückt mit kolossalen Gemälden auf Leder, neuerdings restauriert und mit neuer Stuckdecke versehen. Der gegenüber an der Nordfront liegende Billardsaal mit grau in grau gehaltenen großen Darstellungen der vier Jahreszeiten über den Türen und eben solchem Gemälden“

Im 20. Jahrhundert war die künstlerische Herkunft der Bilder Thema der Diskussion, in Betracht kamen dabei Lorenzo Rossi und Louis de Silvestre: „So ist die Frage nach der künstlerischen Herkunft der Moritzburger Bilder erst im 20. Jahrhundert zu einem interessierenden Problem geworden. Dabei waren es im Hinblick auf die Zuschreibung immer wieder zwei Künstler, die genannt wurden der Venezianer Lorenzo Rossi und der Franzose Louis de Silvestre“.

#### Lorenzo Rossi
Die meisten Bearbeiter schreiben die Malereien dem Venezianer Lorenzo Rossi zu, der bis 1731 in Dresden tätig war und der 1726 unter den in Moritzburg beschäftigten Künstlern erwähnt wird. Für den Monströsensaal schreiben folgende Kunsthistoriker die Arbeiten dem Venezianer Rossi zu: Walter Bachmann, Gertrud Rudloff-Hille, Helmut Fränzel, Georg Dehio und andere. Für den Billardsaal schreiben folgende Kunsthistoriker die Arbeiten dem Venezianer Rossi zu: Erwin Hensler, Walter Hentschel und Fritz Löffler.

#### Louis de Silvestre
Andere schreiben die Werke dem Franzosen Louis de Silvestre zu. Für den Monströsensaal schreiben folgende Kunsthistoriker die Arbeiten Silvestre zu: Georges Servières, Weigert, Walter Henschel, Fritz Löffler und der Dehio.
Für den Billardsaal schreiben folgende Kunsthistoriker die Arbeiten Silvestre zu:
Weigert, Walter Bachmann, Gertrud Rudloff-Hille, Helmut Fränzel und andere.

#### Schlussfolgerung
Harald Marx geht davon aus, dass Silvestre den Auftrag erhielt, sowie die Programme und Entwürfe schuf: „Wahrscheinlicher ist schon folgendes: Silvestre ist mit der Ausgestaltung beider Säle beauftragt worden, hat aber die Arbeiten nicht sämtlich selbst ausgeführt, sondern hat nur die Programme festgelegt und Entwürfe geliefert, nach denen andere Künstler und seine Schüler die Gemälde dann fertigten“. So nennt Marx neben Silvestre (Leitung) verschiedene andere Künstler, die nach Silvestres Entwürfen tätig waren, wie dessen Schüler, sowie Lorenzo Rossi und Giovanni Battista Groni:

„Die malerischen Dekorationen des Billardsaales und des Monströsensaales im Moritzburger Schloß scheinen unter der Leitung und weitgehend nach den Entwürfen von Louis de Silvestre entstanden zu sein. An der Ausführung waren aber anscheinend neben ihm und seinen Schülern auch andere Künstler beteiligt. Traditionell werden Lorenzo Rossi und Giovanni Battista Groni genannt.“

## Bilder

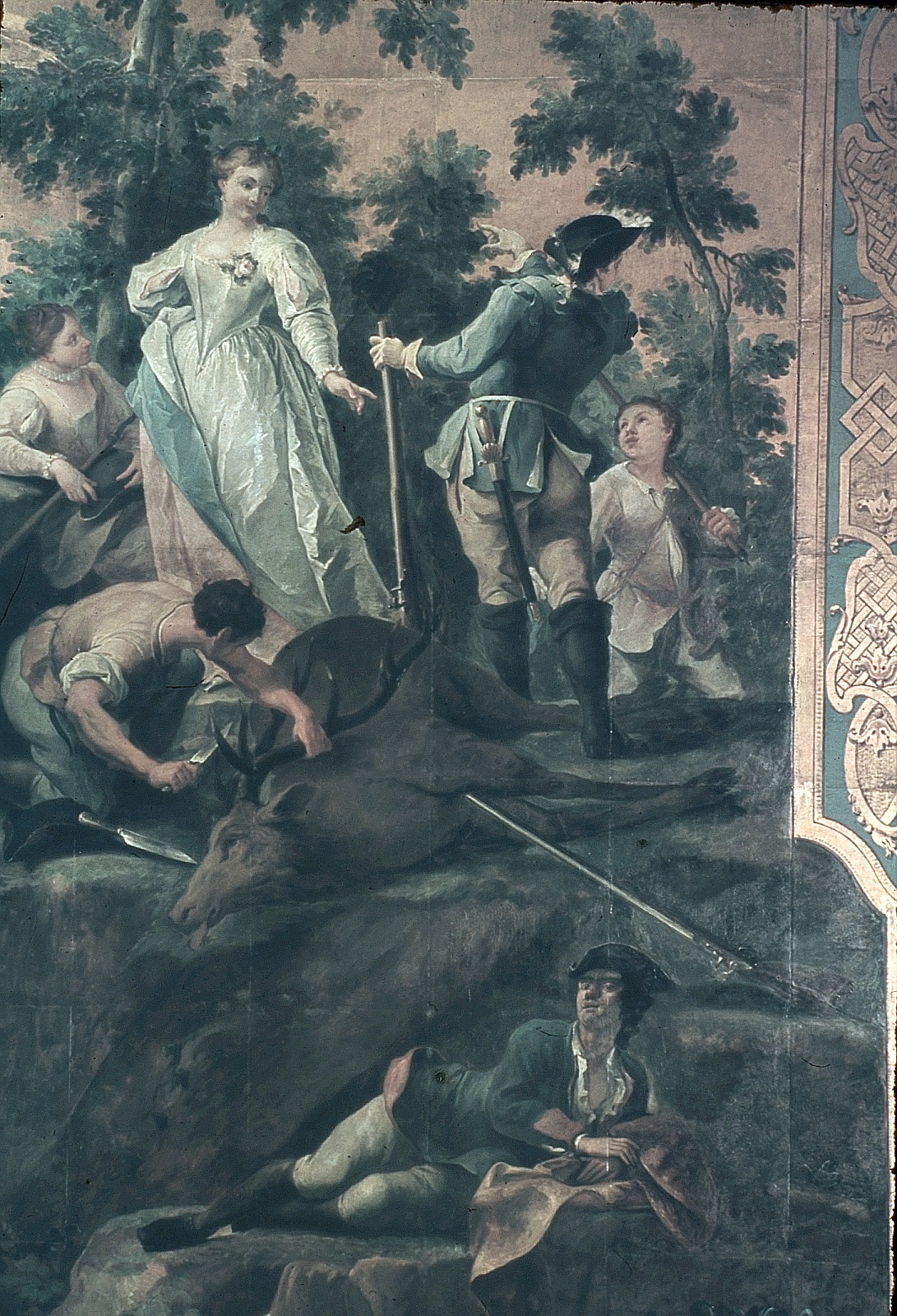
Eine Jagdgesellschaft mit einem erlegten Hirsch
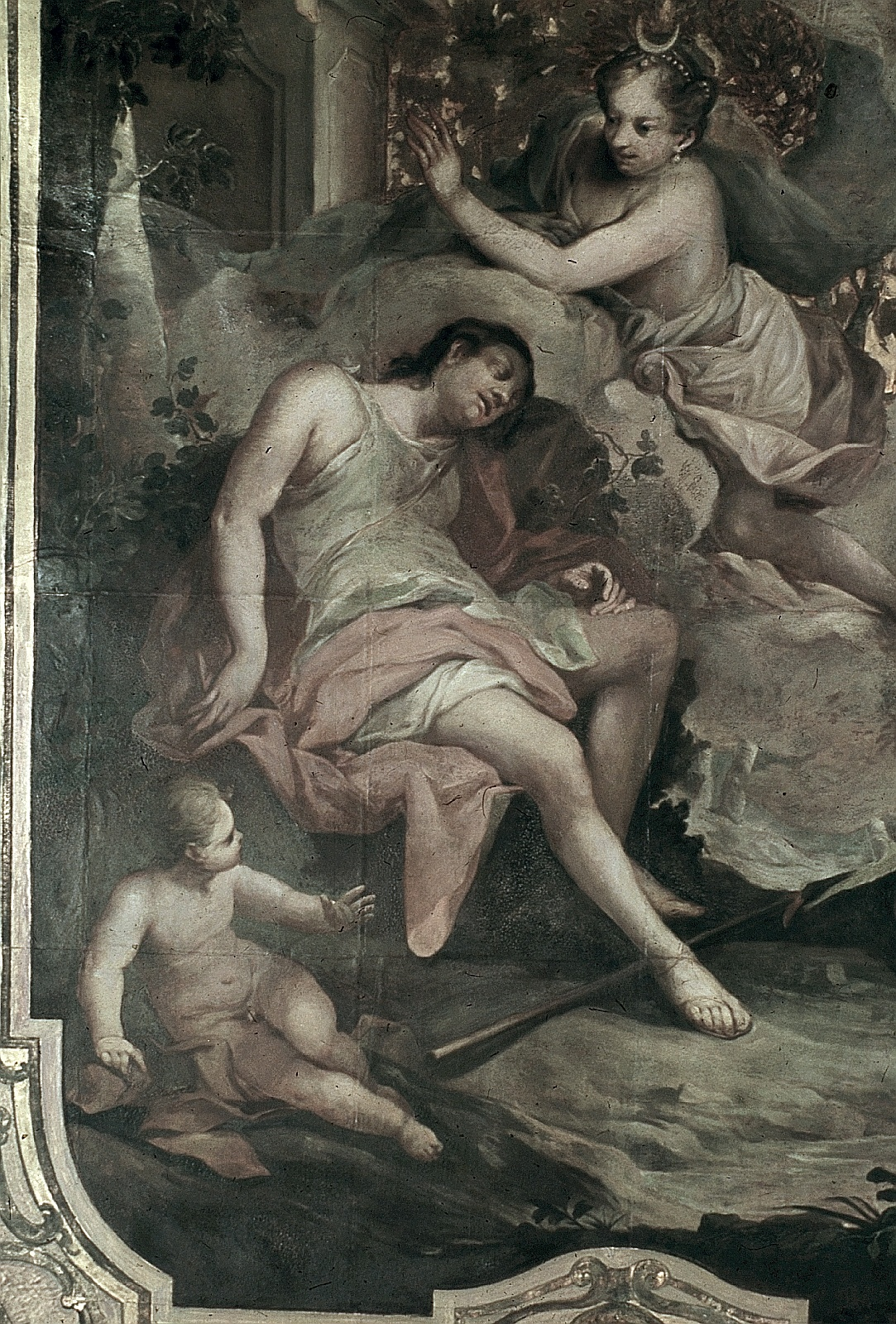
Diana und der schlafende Endymion
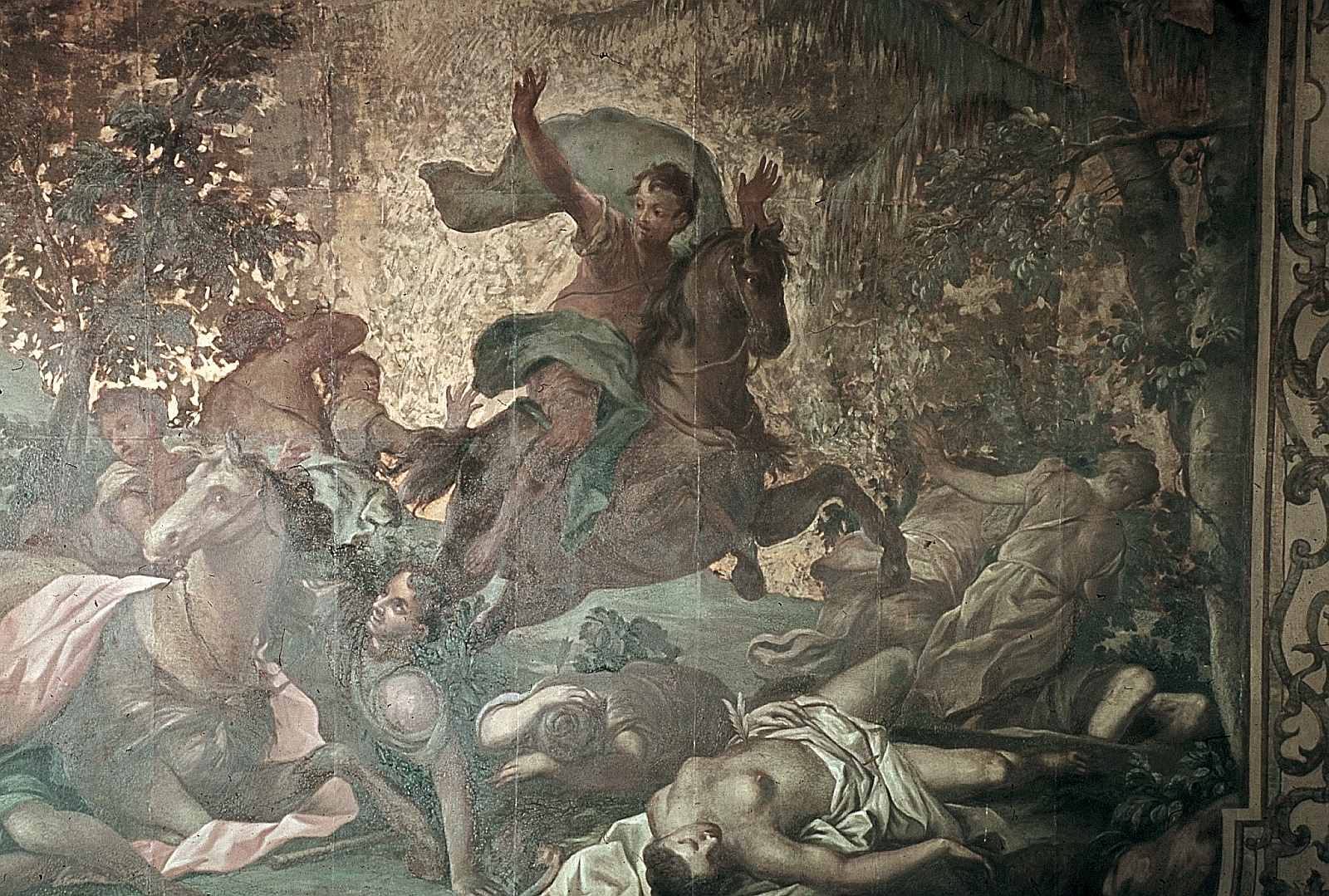
Diana und Apollo töten die Kinder der Niobe
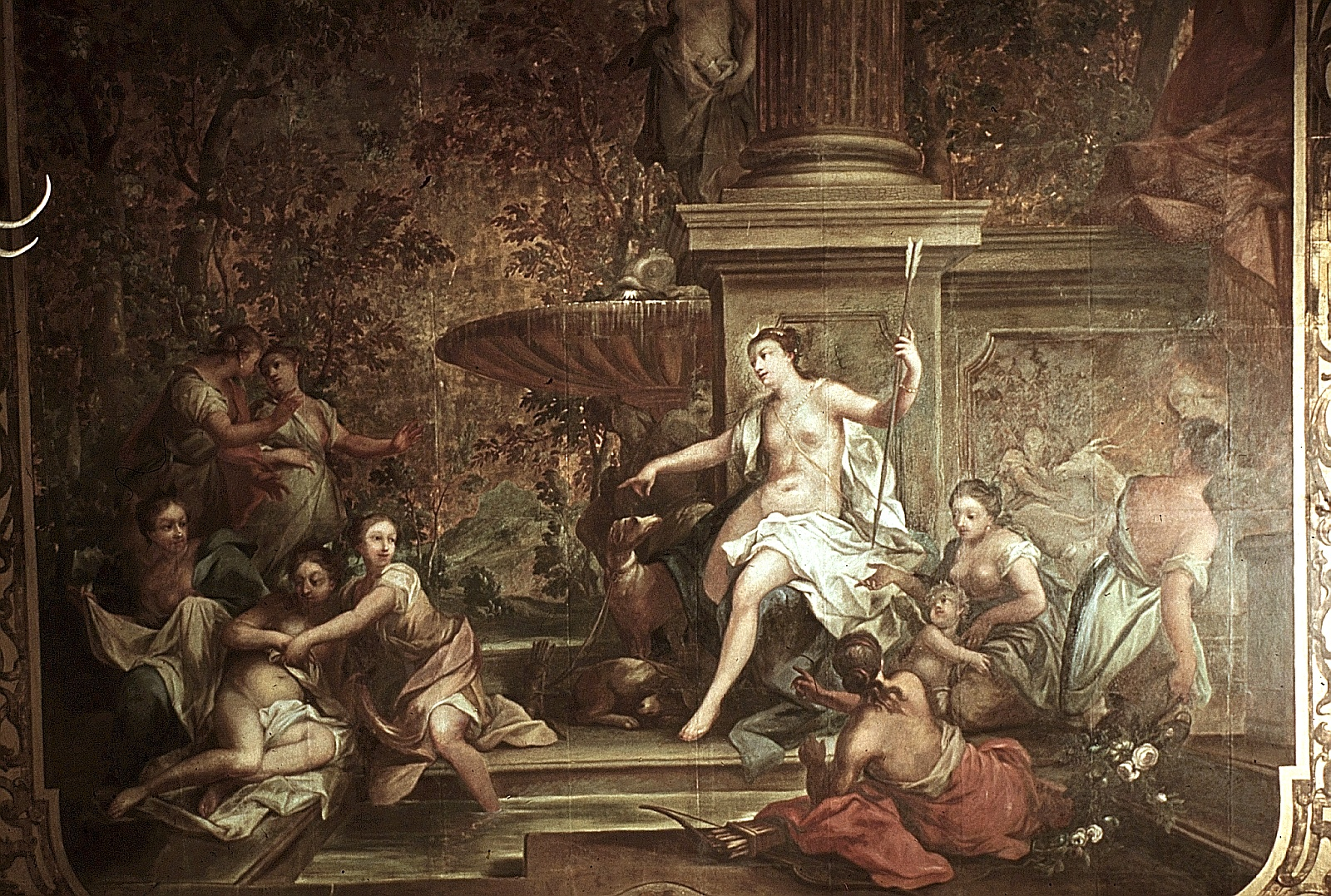
Diana entdeckt die Schwangerschaft Callistos